# الراغب الأصفهاني
الرَّاغِب الأَصْفَهَاني (ولد بأصفهان في رجب 343هـ / نوفمبر 954م - توفي 502 هـ / 1108 م) هو الحسين بن محمد بن المفضل، أبو القاسم الأصفهاني (أو الأصبهاني) المعروف بالراغب، أديب وعالم، وأحد علماء مسلمين في القرن الحادي عشر في التفسير السائد للقرآن باللغة العربية. أصله من أصفهان، وعاش ببغداد ولا يُعرف الكثير عن حياته. ألَّف عدة كتب في التفسير والأدب والبلاغة.
هو من أهل السنة، وبيّن في «الرسالة في الاعتقاد» بأن الفرقة الناجية من ناحية الاعتقاد هي أهل السنة، وكثيرا ما هاجم المعتزلة وهاجم الشيعة في بعض الأحيان. زعم البعض أنه من المعتزلة لأنه استفاد من علماء المعتزلة وقدم استنتاجات عقلانية، كما زعم البعض أنه شيعي لكونه من مدينة أصفهان، ولحبه لأهل البيت وروايته عنهم. لكنه رفض آراء المعتزلة واعتبر أن الذين يجادلون بأن القرآن مخلوق وينكرون الصفات الإلهية، هم من أهل البدعة. كما أن أوضح دليل على أنه ليس شيعياً هو أنه يعتبر الشيعة، الذين قال أنهم ضُللوا عن الإمامة، كأهل البدعة، ويشير على وجه الخصوص إلى التأثير اليهودي في تقديم المعتزلة لقضية أهل القرآن، مؤكدًا أن الشيعة كانوا مخطئين بشأن الإمامة. 

## مذهبه
قال الزركلي عنه:«اشتهر، حتى كان يقرن بالإمام الغزالي».
اختُلِف في مذهبه فزعم الكثير أنهُ شيعي، وقال الكثير أيضاً بل هُوّ من المعتزلة، ويَعُدُّهُ رهطٌ مِن عُلماء الشيعة بأنه شيعي من أعلامهُم وكبراؤهُم وعُلماؤهُم وأعيانهُم.
على الرغم من أن هناك من يدعي أنه ينتمي إلى طائفة المعتزلة، إلا أن فخر الدين الرازي ذكر في عمله المسمى «أساس التقديس» أنه كان من عقيدة أهل السنة والجماعة. 
يرفض الأَصْفَهَاني كلاً من المعتزلة والشيعة، والواضح من آرائه أنه لا يلتزم بهاتين العقيدتين.
قال البعض إنه من المعتزلة لأنه استفاد من علماء المعتزلة وقدم استنتاجات عقلانية. ولكنه في الحقيقة انتقد ورفض آراء المعتزلة في قضايا مثل الولاء، وعلاقة الإيمان بالعمل وغير ذلك الكثير من القضايا الأخرى، والأهم من ذلك أنه اعتبر المعتزلة الذين يُجادلون بأن القرآن مخلوق وينكرون الصفات الإلهية، أنهم من أهل البدعة.
كما زُعم أنه شيعي لكونه من أصفهان، ولحبه لأهل البيت وروايته عنهم. ولكن أوضح دليل على أنه ليس شيعياً هو أنه يعتبر الشيعة، الذين قال أنهم ضُللوا عن الإمامة، من أهل البدعة.
بالإضافة إلى ذلك، أعلن الأَصْفَهَاني أن المذهب الناجي هو أهل السنة من حيث العقيدة.
ينتقد نفسه في بعض الأمور، ويُفهم أنه من طائفة الأشاعرة. وعلى الرغم من الادعاء بأنه من المذهب الشافعي في الأمور العملية، فإن الغالبية لم يحسبوه على مذهب فقهي معين، لأسباب منها عدم استخدام علماء المذاهب عبارات الانتماء.

## حياته
ولد الراغب الأصفهاني في مدينة أصفهان كما يوحي اسمه، لكن تاريخ ميلاده الدقيق غير معروف.
تشير المصادر إلى أن الأصفهاني كان متواضعا، تربطه علاقات إنسانية جيدة، وكان عالمًا ذكيًا متعدد المواهب، وتحدث عما يعتقد أنه صواب دون تردد، وكرس نفسه للكتابة وابتعد عن الواجبات الرسمية. 
هناك الكثير من اللبس حول تاريخ وفاته.

## آثاره
تغطي أعماله مواضيع مختلفة، من الأخلاق إلى علم اللغة والفلسفة الإسلامية.
تظهر القوة العلمية لراغب الأصفهاني في أغلب أعماله في مجال التفسير في المقدمة، يتطرق إلى القضايا المتعلقة بعلاقة معنى اللغة. في الفصول الثلاثة الأولى، ركز على تقسيم الكلمة والعلاقة بين الصياغة والمعنى.
كرجل أدب، كان الأصفهاني يتقن الأدب العربي، وعُرفت مختاراته الأدبية المصنفة بعناية وفقًا لموضوعاتها، بأنها عمل قيّم في المجال الفكري. وهو أيضًا كاتب مسلم مزج بين الأخلاق الدينية والفلسفية.
على الرغم من أن الأصفهاني يعتمد بشكل عام على القرآن، إلا أن أعماله تحتوي على معلومات وتقييمات غنية في مجالات أخرى غير القرآن. في مجال اللغة، اشتهر بعمله في علم المعاجم. بالإضافة إلى ذلك في المفردات في مجالات مثل الدعاء والنحو والاستذكار. كما قدم بيانات أدبية وأخلاقية ودينية ولغوية وتاريخية مختلفة ومواد تعليمية عامة. 
من مؤلفاته التي ذكرها الزركلي:
- محاضرات الأدباء.
- الذريعة إلى مكارم الشريعة.
- الأخلاق، ويسمى أخلاق الراغب.
- جامع التفاسير، أخذ عنه البيضاوي في تفسيره.
- المفردات في غريب القرآن.
- حل متشابهات القرآن.
- تفصيل النشأتين.
- تحقيق البيان.
- الاعتقاد.
- أفانين البلاغة.
- رسالة في «آداب مخلطة الناس».